# Hayesfloden

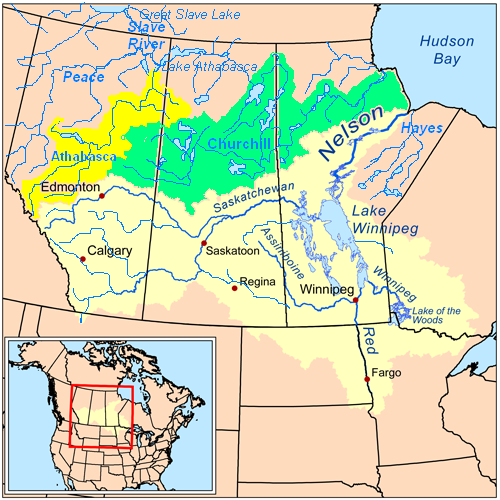
Karta som visar de största floderna i centrala Kanada. Hayesflodens avvattningsrområde är det ofärgade området kring floden till höger på kartbilden.

Hayesfloden (engelska: Hayes River) är en flod i den nordligaste delen av den kanadensiska provinsen Manitoba, som  mynnar i Hudson Bay. Historiskt sett var denna flod av betydelse för Hudson Bay-kompaniet och för kolonisationen av Manitoba. Den har idag status som  Canadian Heritage River och är den längsta outbyggda floden i provinsen.